# 法郎
法郎（法語：Franc，簡寫：₣）是貨幣的一種。可以指以下貨幣：
- 法國法郎，已停止流通，被欧元取代
- 比利時法郎，已停止流通，被欧元取代
- 盧森堡法郎，已停止流通，被欧元取代
- 摩納哥法郎，已停止流通，被欧元取代
- 馬達加斯加法郎，已停止流通，被阿里亚里取代
- 薩爾法郎（英语：Saar franc）
- 阿爾及利亞法郎（英语：Algerian franc）
- 摩洛哥法郎（英语：Moroccan franc）
- 突尼西亞法郎（英语：Tunisian franc）

仍然在流通的：
- 瑞士法郎/列支敦士登法郎（英语：Liechtenstein franc）
- 中非法郎（於赤道几內亞、剛果共和國、加蓬、喀麥隆、乍得及中非共和國使用）
- 西非法郎（於貝寧、布基納法索、象牙海岸、幾內亞比紹、馬里、尼日爾、塞內加爾及多哥2020年已停止流通）[1]
- 太平洋法郎（法属波利尼西亚、新喀里多尼亚和瓦利斯和富图纳使用）
- 葛摩法郎
- 吉布提法郎
- 布隆迪法郎
- 卢旺达法郎
- 几内亚法郎

## 法國法郎
最早在1360年法國國王約翰二世鑄造叫法郎的硬幣，法国大革命后推行公制，1795年，法郎開始作爲标准貨幣在法國流通，取代原有的里弗尔。
2002年1月1日歐元發行之後，法郎已逐漸停止流通。
除了在法国使用，法国法郎也曾是摩纳哥和安道尔的流通货币。现在，这两个国家也都已转用欧元。

## 瑞士法郎
除了法国之外，原拉丁货币同盟中的瑞士和比利时均使用法郎作为货币单位。列支敦士登使用瑞士法郎。

## 其他國家的法郎
卢森堡独立后也使用法郎（比利时和卢森堡现改用欧元）。
下列曾经属于法国和比利时殖民地的國家，其官方貨幣也叫法郎：几内亚、吉布提、卢旺达、布隆迪、刚果、科摩罗。
另外，贝宁、布基纳法索、科特迪瓦、几内亚比绍、马里、尼日尔、塞内加尔和多哥8国统一使用西非法郎。2019年12月21日，西非8国与法国达成共识，从2020年起终结使用西非法郎，原因是西非8国可以不再将50％的储备金集中到法国国库，并逐步脱离法国央行的管理，实现货币国有化。新货币更名为Eco，与欧元挂钩。
喀麥隆、中非、查德、刚果共和国、赤道几内亚和加彭6国統一使用中非法郎，與西非法郎等值但互不流通，常合称非洲法郎（“非洲法郎区”共15国，除上述14国外还包括科摩罗）。
马达加斯加原来的法定货币是马达加斯加法郎，2005年1月1日起，转用阿里亞里（Malagasy ariary）。